# Chetopa (Kansas)
Pour les articles homonymes, voir Chetopa.
Chetopa est une ville du comté de Labette, au Kansas (États-Unis). D'après le recensement des États-Unis de 2010, elle compte 1 125 habitants.

## Histoire
La localité est nommée d'après Chetopah, un chef des Osages.